# 伯特·波斯
伯特·波斯（英語：Gijsbert (Bert) Bos，1963年11月10日—），是一位開發Argo而知名的計算機科學家，Argo是為他的CSS提案而開發的網頁瀏覽器。

## 生活和工作
波斯生於荷兰海牙，他曾在格罗宁根大学学习数学，并完成了他的博士论文《Rapid user interface development with the script language Gist》。
1996年，他加入了万维网联盟（W3C），致力於CSS的研究。他是W3C的前任主席以及现任CSS工作组的W3C Staff Contact。他目前定居於法国索非亚安蒂波利斯。

## 著作
他与哈肯·维姆·莱合著了一本关於CSS的书籍。
- Cascading Style Sheets: Designing for the Web，ISBN 0-201-41998-X
- Cascading Style Sheets: Designing for the Web（第2版），ISBN 0-201-59625-3
- Cascading Style Sheets: Designing for the Web（第3版），ISBN 0321193121